# 托尔内利亚斯清真寺

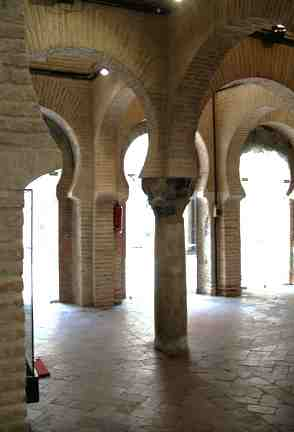

托尔内利亚斯清真寺（Mezquita de las Tornerías）是一座摩尔风格的原清真寺，位于西班牙卡斯蒂利亚-拉曼查的托莱多。它建于11世纪中叶，在古罗马建筑的基础上，位于古老的穆斯林社区阿拉巴尔德佛朗哥（Arrabal de Francos）。目前设有工艺促进基金会,可以参观和举办临时展览。
1085年，在收復失地運動中，莱昂和卡斯蒂利亚国王阿方索六世的基督教军队恢复西班牙对托莱多的统治，在此以后的很长时间内，该建筑仍然用于伊斯兰信仰，直到1498-1505年，天主教双王进行取缔。作为民用建筑，它经历了各种沧桑，先是在1505年成为一家旅馆，后来开设过各种店铺、作坊，或成为住宅。直到19世纪晚期，其历史已不为人知。当时调查其起源的历史学家不知道它是犹太会堂还是清真寺。经过研究，1905年3月15日，宣布在托尔内利亚斯街发现一座阿拉伯清真寺，正式通知皇家历史学院。

## 建筑
这座清真寺建在供应全城饮用水的罗马饮用水池的墙壁上。独特的是，由于地形极不平整，使得其布局为两个楼层。底层从托尔内利亚斯街进入，通向罗马水池，有花岗岩拱门。楼上是礼拜场所，保留了米哈拉布的遗迹，指示基卜拉的方向。

## 时期
历史学家不能就它的建造日期达成一致，可能是在11世纪下半叶或12世纪下半叶。

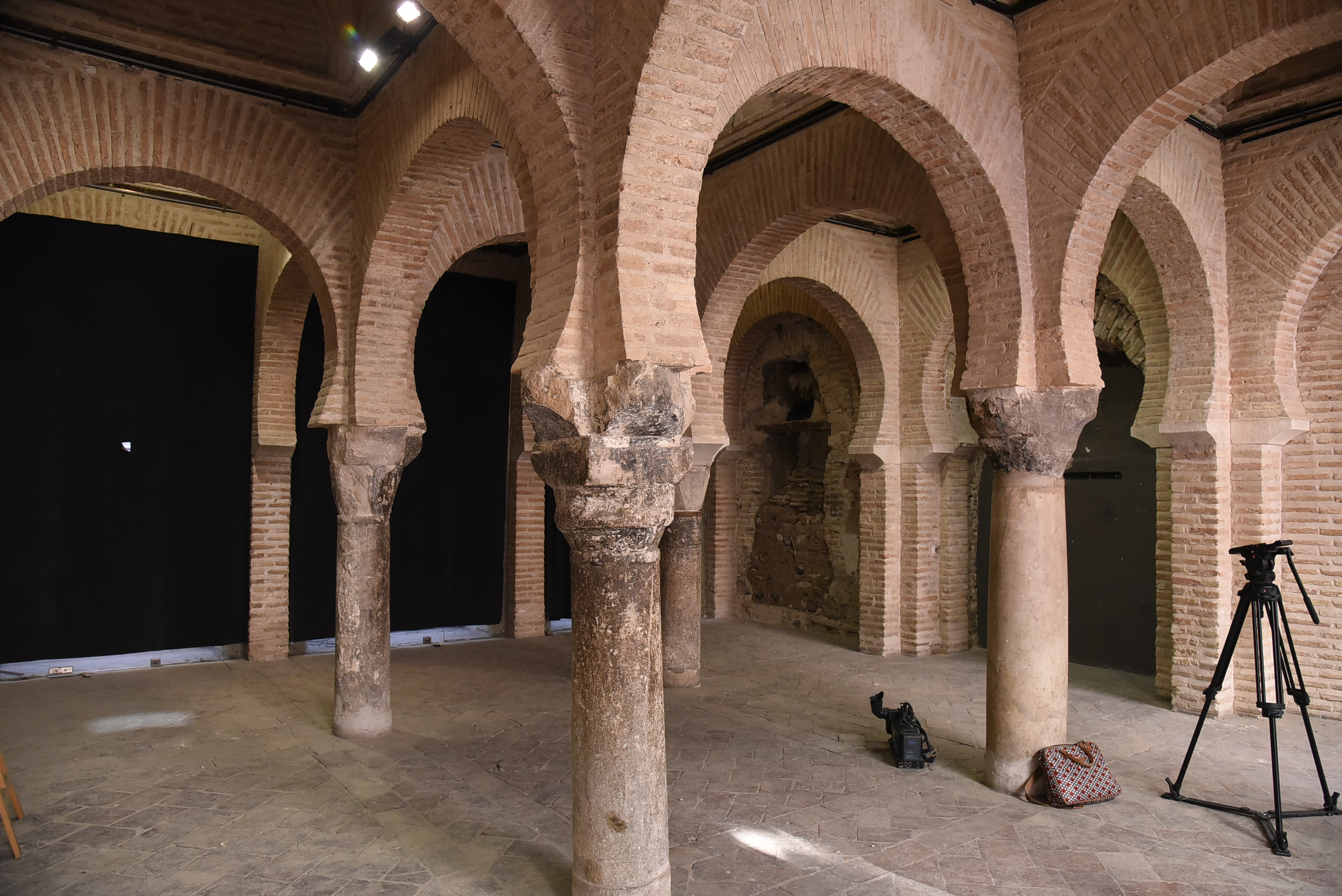
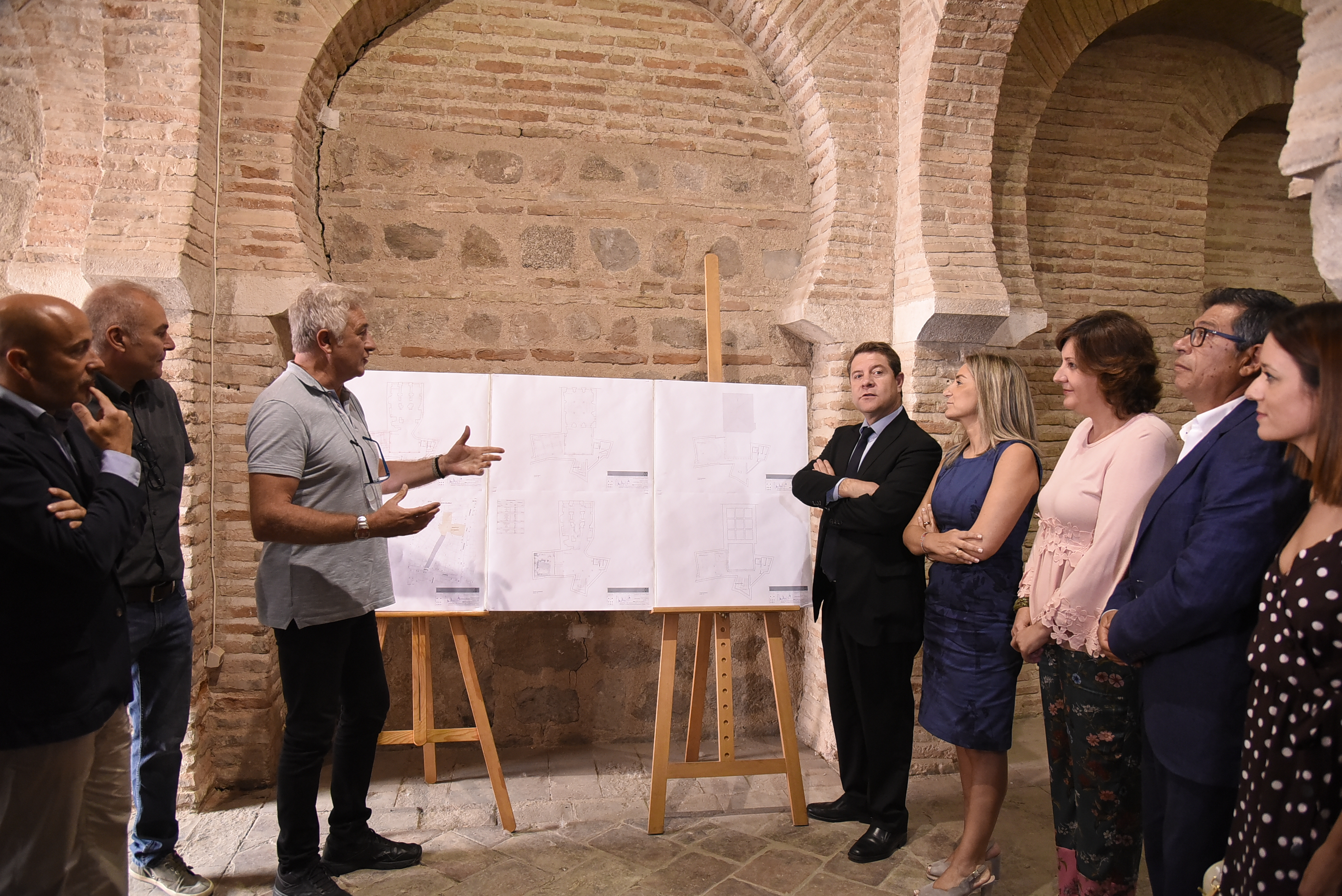
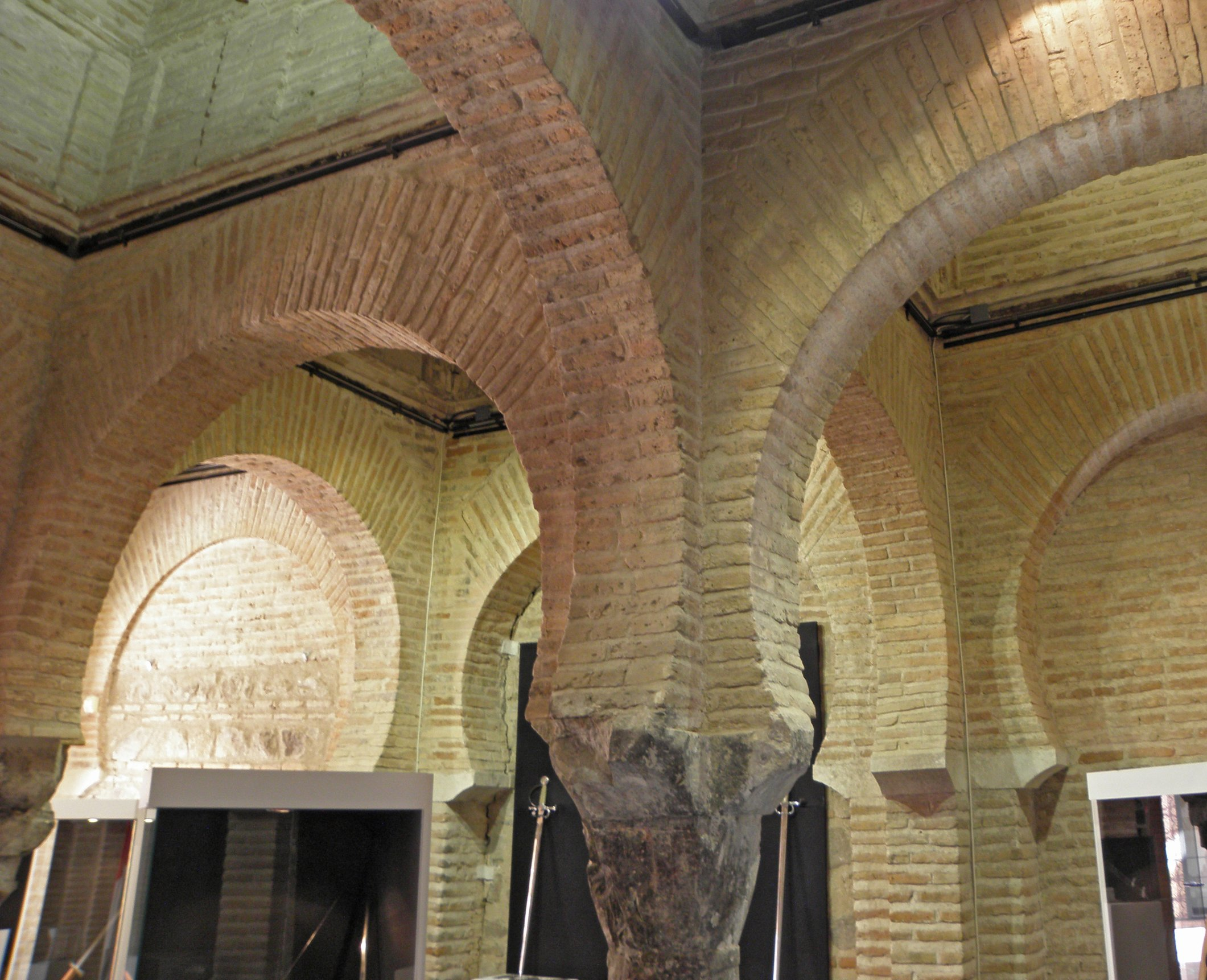
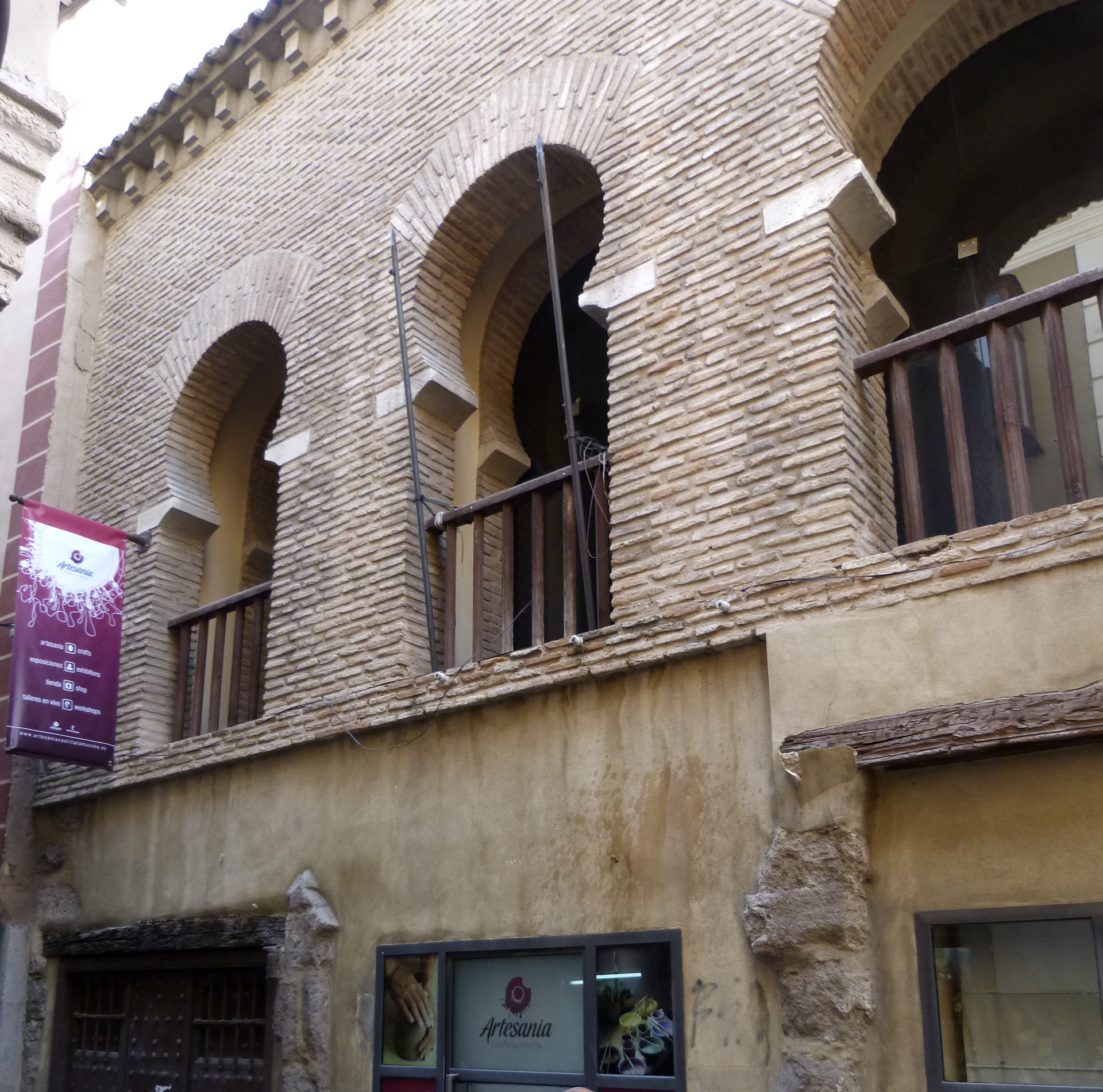
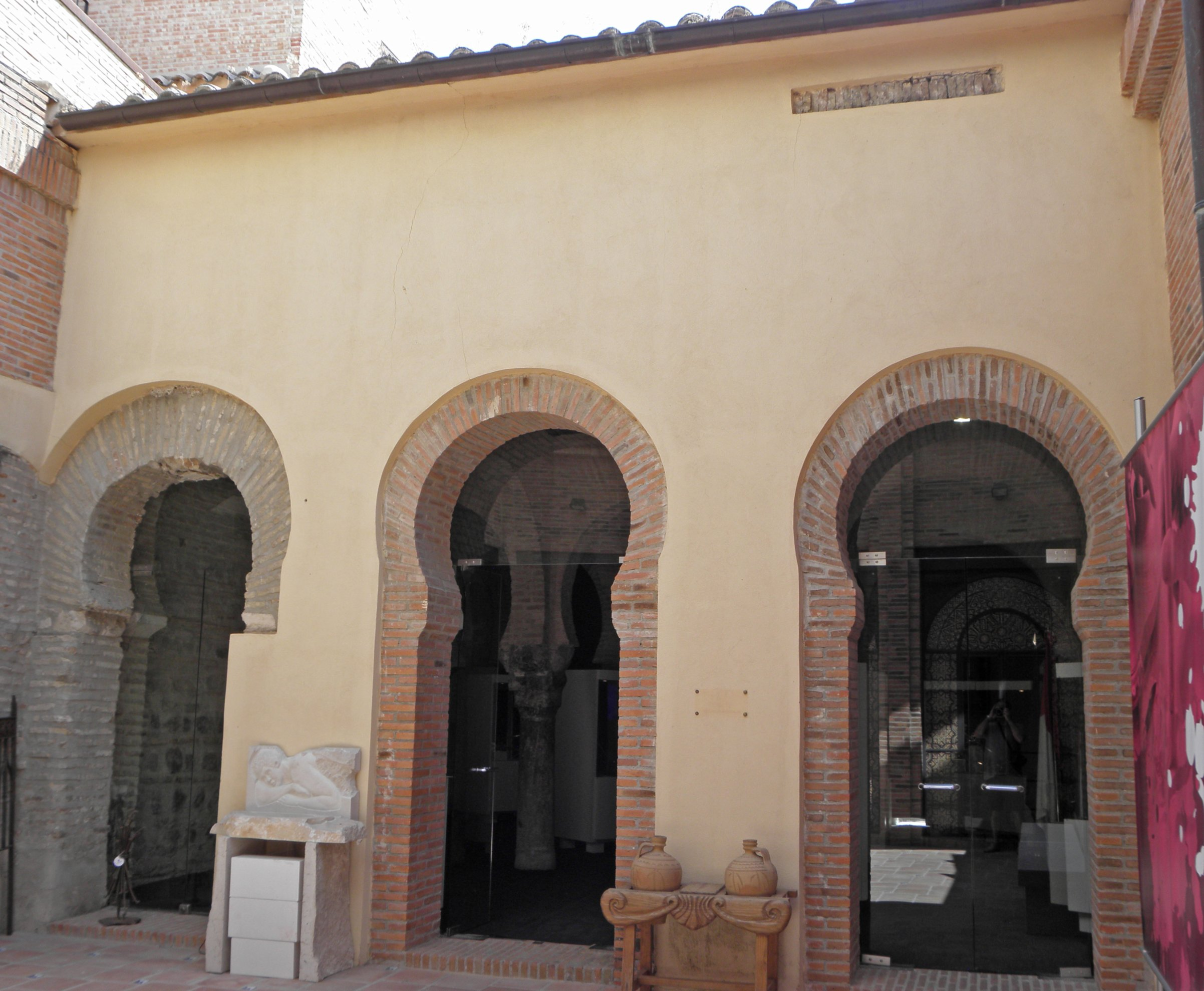
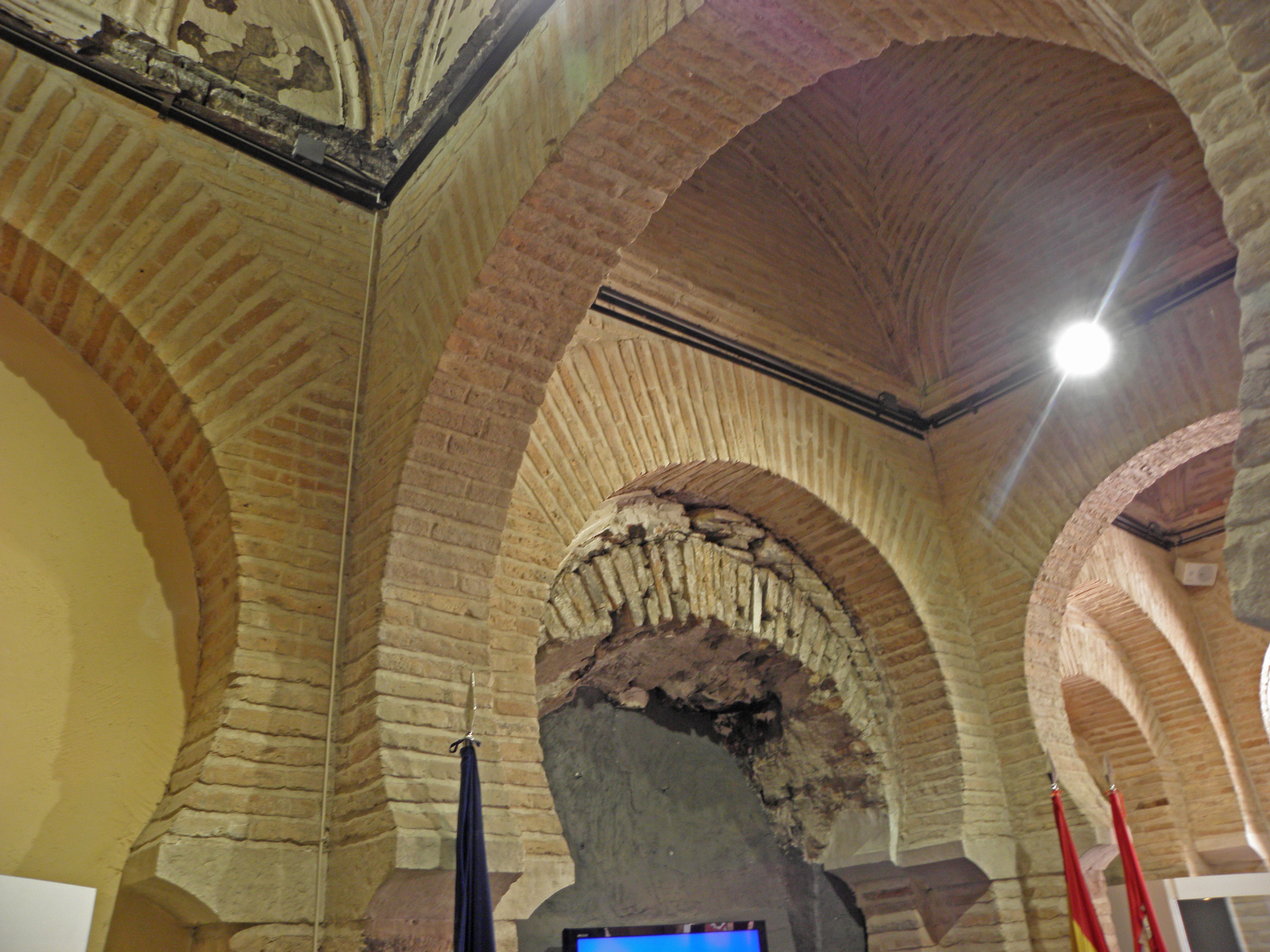
Horseshoe arches inside prayer room
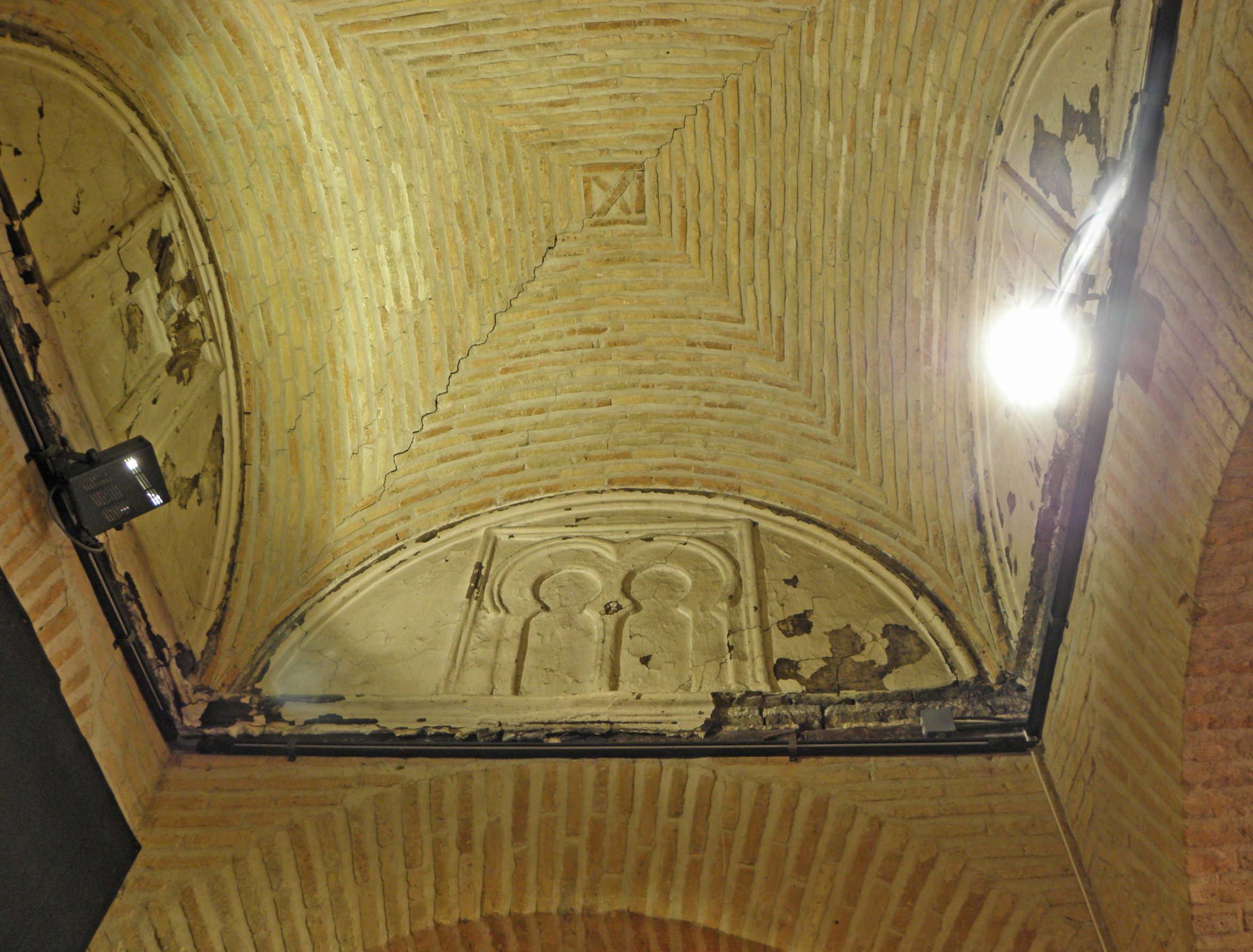
Roof
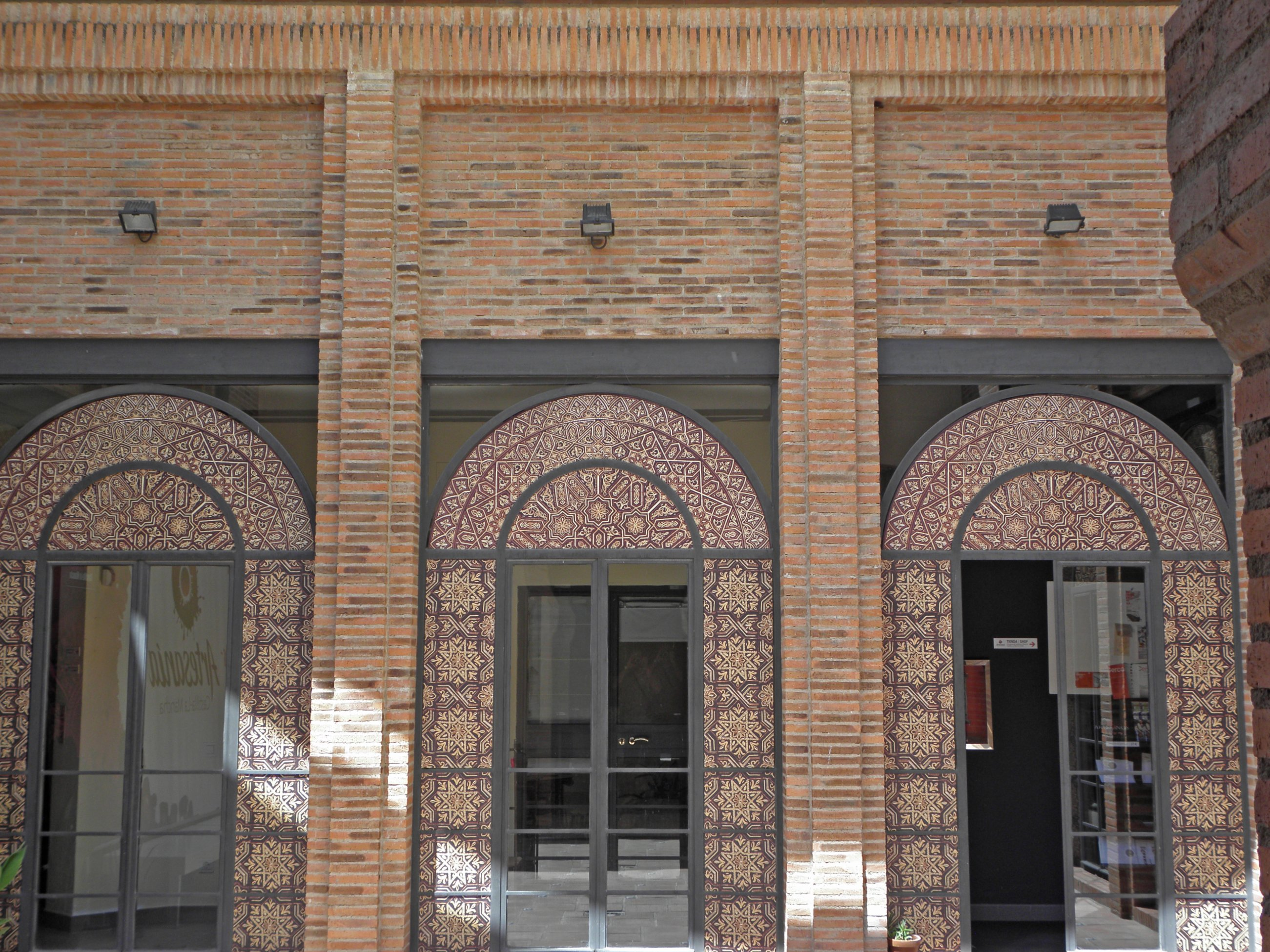
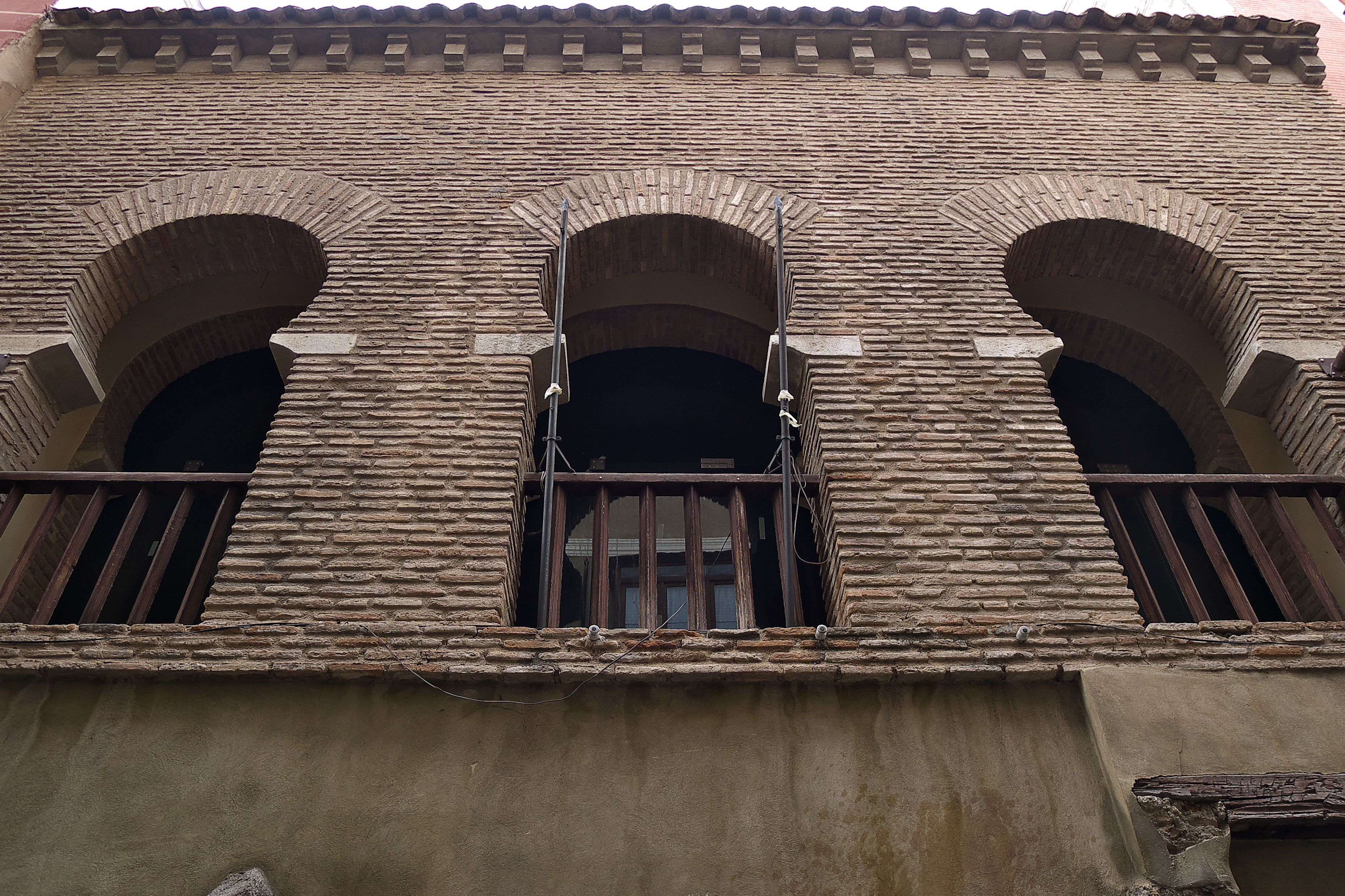
Top floor exterior
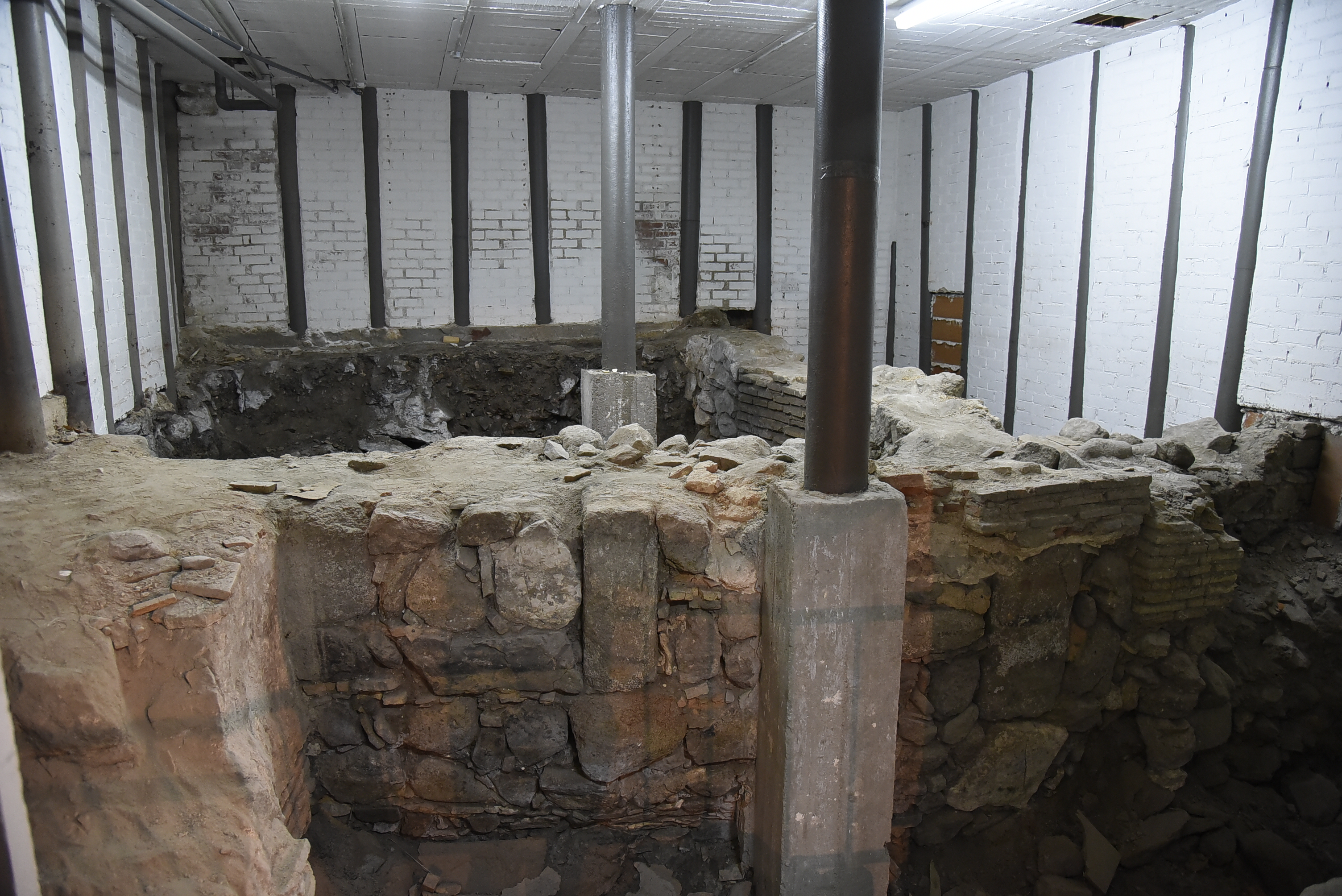
Restoration work
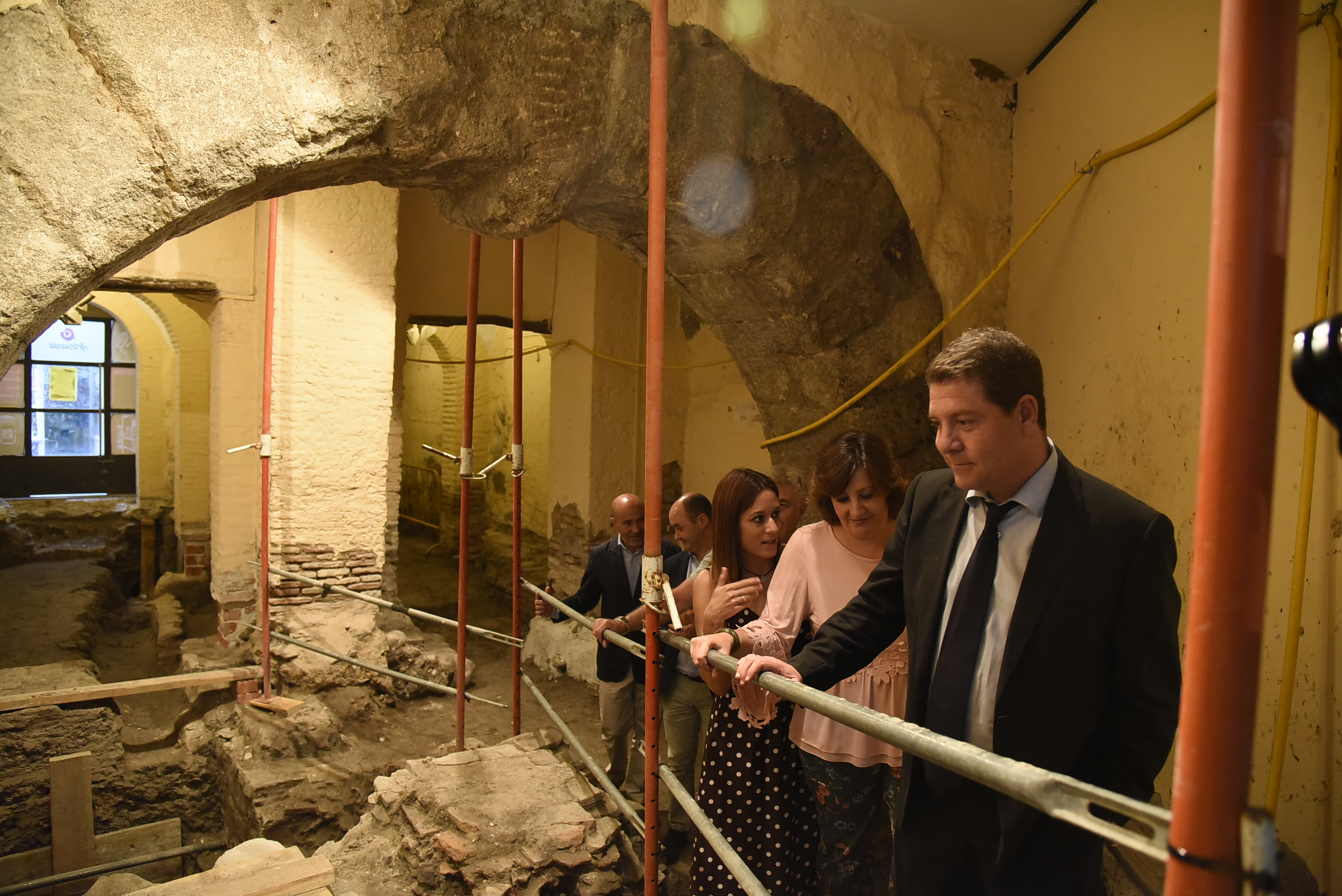
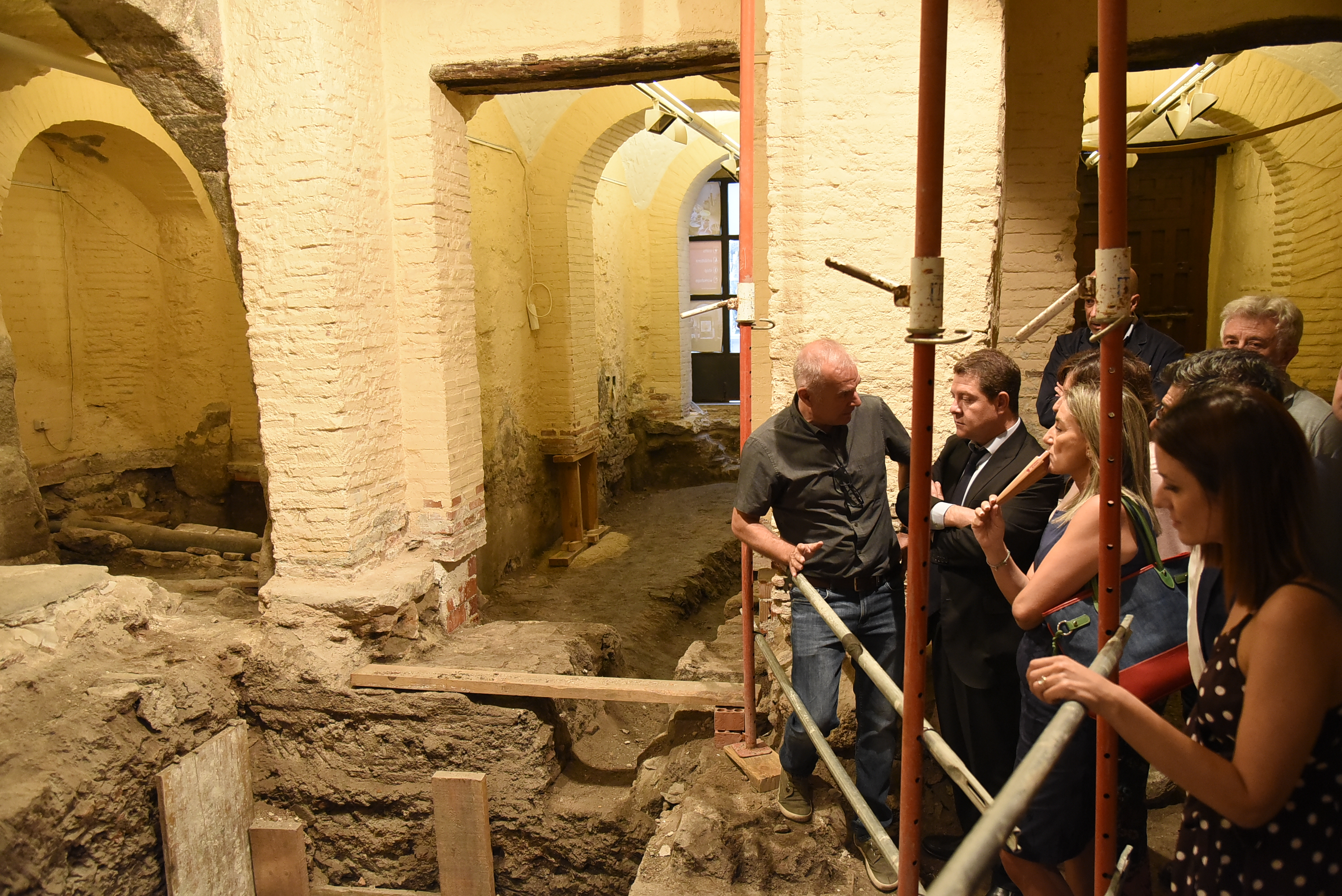
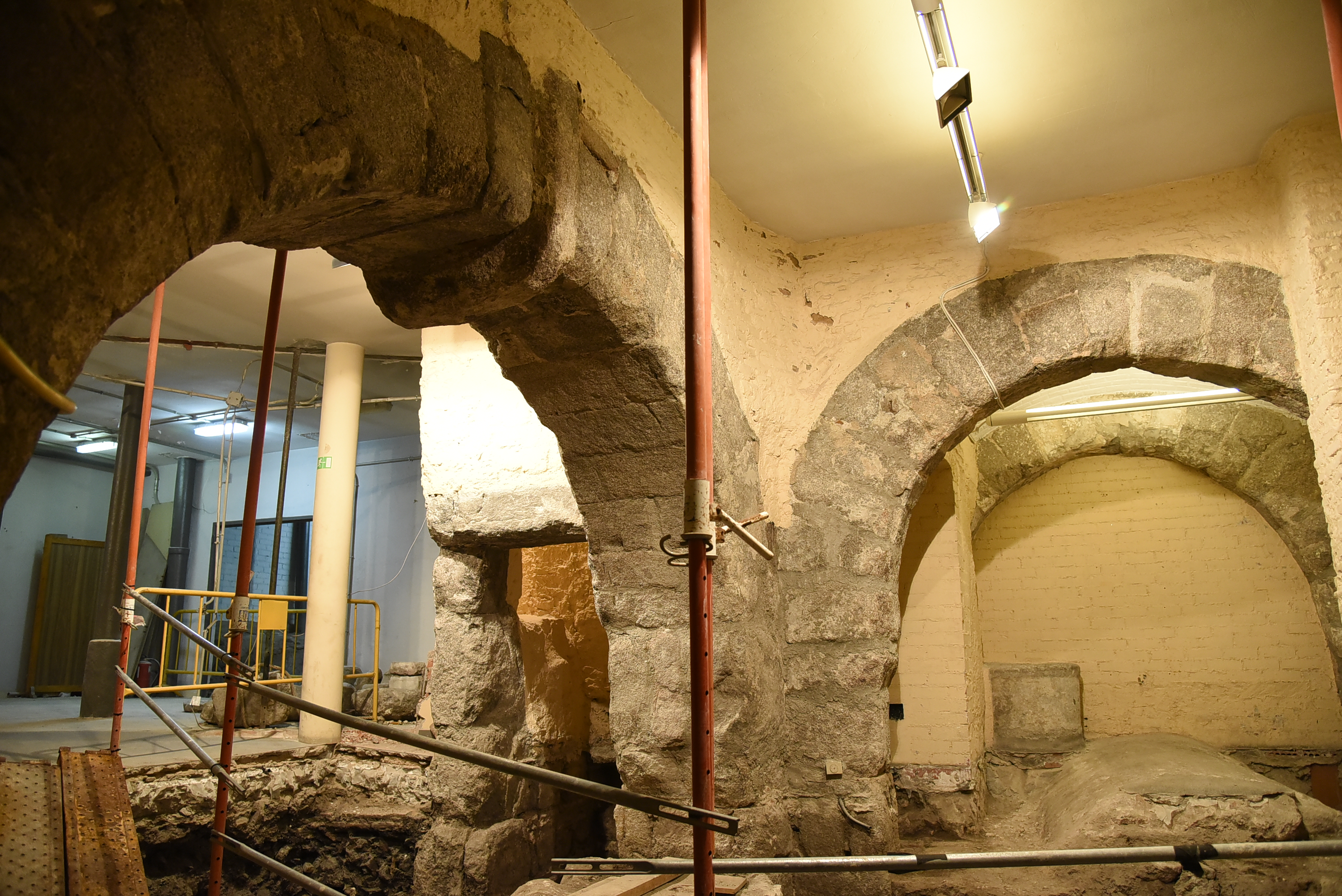